# Лепнурм, Хуго Людвигович
Ху́го Лю́двигович Ле́пнурм (эст. Hugo Lepnurm; 18 [31] октября 1914, д. Тситре, Эстляндская губерния, Российская империя — 15 февраля 1999 года, Таллин, Эстония) — советский и эстонский органист, композитор, педагог. Народный артист Эстонской ССР (1974).

## Биография
Родился 31 октября 1914 года в деревне Тситре, Колькская волость (ныне волость Куусалу, уезд Харьюмаа, Эстония).
В 1933 окончил Таллинскую консерваторию по классу органа Аугуста Топмана, в 1932—1935 годах там же занимался по композиции у Артура Каппа. В 1938—1939 совершенствовался в игре на органе в Париже у Mарселя Дюпре и Жозефа Жиля.
С 1933 года выступал как органист. Исполнитель музыки Баха, инструментальной музыки эпохи европейского барокко. В 1935—1936 оркестрант в эстонской армии. В 1942—1944 годах оркестрант, органист, композитор в Государственных художественных ансамблях ЭССР в Ярославле.
В 1936—1941, 1944—1950, 1957—1963 и 1967—1994 годах преподаватель (с 1945 профессор) Таллинской консерватории (с 1993 года — Эстонская академия музыки), с 1994 года — эмерит-профессор. Преподавал игру на органе, теорию и историю музыки. Создал собственную школу органистов. Среди его учеников — Рольф Уусвяли, Урмас Танилоо, Кристина Хойдре и другие. В конце 1940-х годов он также преподавал в Богословском институте Эстонской евангелическо-лютеранской церкви, что в 1950 году вызвало его увольнение из консерватории.
После войны и до конца 1950-х годов был единственным концертирующим органистом в Эстонии и одним из ведущих концертирующих органистов в Советском Союзе. Также выступал за рубежом.  
Теоретик органостроения. Автор фундаментальной монографии «Из истории органа и органной музыки» (Таллин, 1971, на эстонском языке), в конце 1980-х годов (после Съезда органистов и органных мастеров СССР в Киеве) написал новый, изменённый и дополненный вариант книги — «История органа и органной музыки» (редакторы русского текста — Н. Малина и П. Кравчун, издана в Казани в 1999 году). Считался[кем?] специалистом по старинной музыке. Составил сборник хоралов Эстонской лютеранской церкви.
Осуществил многочисленные записи органной музыки на орга́нах Эстонии.
Его работы отличает точное знание полифонии и классическое качество. Музыкальный материал тесно связан с эстонской народной музыкой.

### Ученики
- Алексис Авасалу[эст.]
- Пирет Айдуло
- Лайне Каринди[эст.]
- Тийт Кийк[эст.]
- Харри Кырвитс[эст.]
- Инес Майдре[эст.]
- Андрес Паас[эст.]
- Марью Рийзикамп[эст.]
- Урмас Танилоо[эст.]
- Тоомас Трасс[эст.]
- Андрес Уйбо[эст.]
- Рольф Уусвяли[эст.]

## Сочинения
- для солистов, хора и симфонического оркестра — кантаты:
  - «Великий Октябрь» (слова И. Барбаруса, 1942)
  - «Огни Юрьевой ночи» (слова М. Рауда, 1943)
  - «Искупление во Христе» (1955)
- для хора и симфонического оркестра (фортепиано)
  - кантата «Песня моря» (слова М. Кесамаа, 1964)
- для симфонического оркестра
  - Сюита (1943)
  - Маленькая увертюра (1944)
- для фортепиано и симфонического оркестра
  - Концерт (1960)
- для органа и симфонического оркестра
  - Концерт (1956)
- для малого симфонического оркестра
  - Два концертных марша (1944)
  - Две пьесы (1967)
- для струнного оркестра
  - Сюита (1963)
- для духового оркестра
  - Увертюра (1947)
  - марши (1957, 1958)
- для оркестра народных инструментов
  - Маленькая увертюра (1949)
  - Марш (1949)
- для 4 тромбонов и органа
  - Концертино (1965)
- для скрипки, виолончели и фортепиано
  - Трио (1946)
- для скрипки и фортепиано
  - Две пьесы (1958)
- для скрипки и органа
  - две серии Вариаций (1942, 1954)
- для фортепиано
  - Баллада (1954)
  - пьесы
- для органа
  - Токката (1943, нов. ред. 1950)
- для хора и органа
  - поэма «Родной язык» (слова К. Петерсона, 1957)
- хоры на слова М. Веэтамма, Д. Вааранди, М. Кесамаа, К. Мерилаас, М. Рауда и др. эстонских поэтов
- обработки народных песен

## Награды и звания
- 1942 — Заслуженный артист Эстонской ССР
- 1956 — Орден «Знак Почёта» (30.12.1956)
- 1974 — Народный артист Эстонской ССР
- 1994 — Специальная стипендия фонда «Капитал культуры Эстонии»
- 1995 — Государственная премия Эстонии в области культуры
- 1996 — Почётный знак «За заслуги перед Таллином»
- 1996 — Орден Государственного герба IV степени [4]
- 1999 — Государственная премия Эстонии в области культуры (посмертно)